# Новоаврамівська сільська рада
Новоаврамівська сільська рада — колишній орган місцевого самоврядування у Хорольському районі Полтавської області з центром у c. Новоаврамівка.
Населення — 1703 особи.

## Населені пункти
Сільраді були підпорядковані населені пункти:
- c. Новоаврамівка
- с. Мала Попівка
- с. Попівка